# Arvieu
 Arvieu  (en occitano Arviu) es una población y comuna francesa, situada en la región de Mediodía-Pirineos, departamento de Aveyron, en el distrito de Rodez y cantón de Cassagnes-Bégonhès.

## Demografía
| 1282 | 1234 | 1093 | 1082 | 925 | 880 | 865 |
| Para los censos de 1962 a 1999 la población legal corresponde a la población sin duplicidades (Fuente: INSEE [Consultar]) |      |      |      |     |     |     |